# فری یونیون (ویرجینیا)
فری یونیون (به انگلیسی: Free Union) یک منطقهٔ مسکونی در ایالات متحده آمریکا است که در شهرستان البمارل، ویرجینیا واقع شده‌است. فری یونیون ۱۹۳ نفر جمعیت دارد و ۱۷۹٫۸۳ متر بالاتر از سطح دریا واقع شده‌است.